# Alfred Machelidon

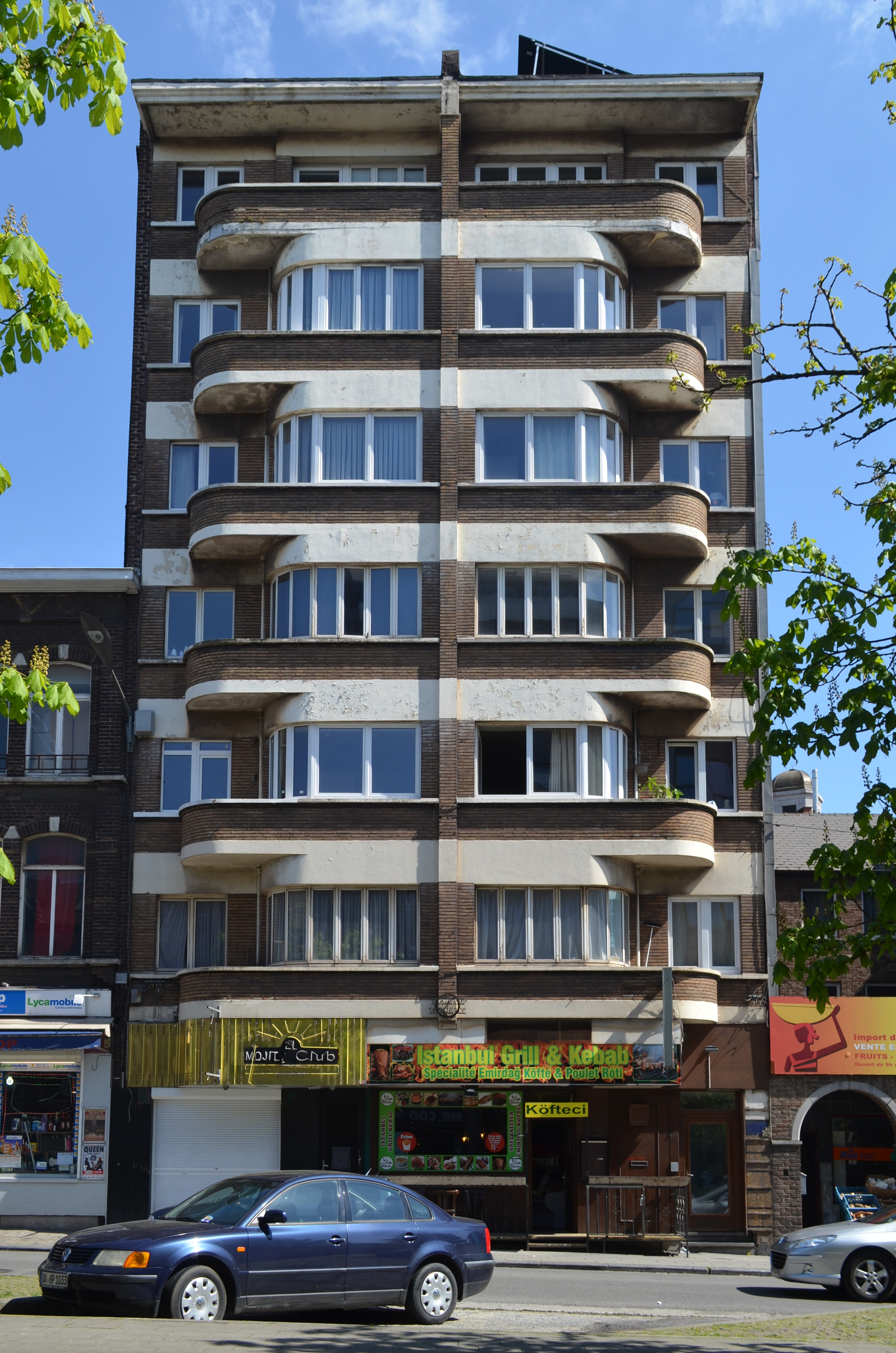
L'immeuble Moderne Résidence à Charleroi construit en 1935 par Alfred Machelidon.

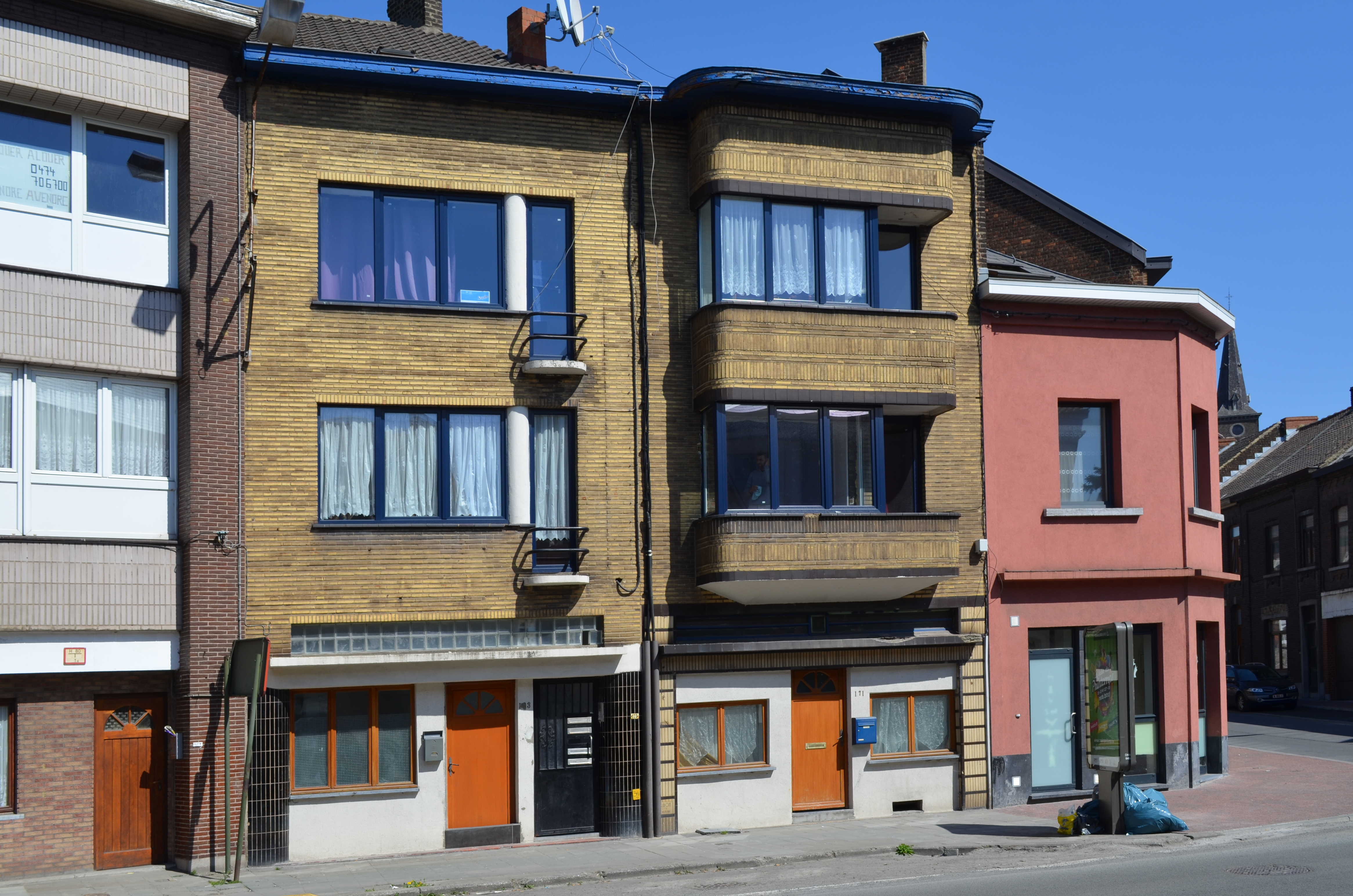
Deux maisons par Alfred Machelidon, rue de la Broucheterre, 171-173 (vers 1935).

Alfred Machelidon, demeurant à Lodelinsart, est un architecte Art-déco et moderniste actif à Charleroi dans la première partie du XXe siècle.
Les œuvres connues d'Alfred Machelidon, car signées de sa plaque, sont d'un style moderne et non ornemental. Auparavant, il était considéré comme l'auteur de la Maison des médecins (1908), remarquable témoignage de l'Art nouveau à Charleroi, néanmoins, les recherches ultérieures de Marie Wautelet ont permis d'en attribuer la création à François Guiannotte.
D'un point de vue stylistique, aucune des œuvres connues de Machelidon n'a le moindre rapport avec l'esthétisme de l'Art nouveau.

## Œuvres
- 1935 : Charleroi, rue Léon Bernus 60, maison du dentiste Louis Thomas, avec des touches art-déco.
- 1938 : Le Moderne Résidence, immeuble de rapport situé Boulevard Jacques Bertrand à Charleroi.
- 1939 : Radio Émile Lucas, Place d'Aremberg, 27-28 à Châtelineau[2].